# Samuel Friedmann
Samuel Friedmann (hebräisch שמואל פרידמן; * 22. Februar 1940 in Charkiw (damals Charkow in der UdSSR)) ist ein israelischer Dirigent sowjetischer Herkunft.

## Leben und Werk
Samuel Friedmann absolvierte ein Musikstudium an den Konservatorien Charkow (Violindiplom 1964) und Leningrad (Dirigentendiplom 1966). 1971 wurde er Preisträger des nationalen Dirigentenwettbewerbs in Moskau.
Samuel Friedmann hatte in der Sowjetunion bereits große Orchester geleitet. 1973 emigrierte er nach Israel, wo er Chefdirigent beim Symphonieorchester in Haifa wurde. 1979 übernahm er dann als Chefdirigent die Württembergische Philharmonie Reutlingen. Als Gastdirigent des New York Philharmonic versuchte er in Reutlingen höchste musikalische Ansprüche zu realisieren und scheute dabei auch nicht vor Konflikten zurück. Unter ihm entwickelte sich das Reutlinger Orchester entscheidend weiter. Unter Samuel Friedmann fällt auch die Höherstufung des Orchesters in der Spielzeit 1979/1980 aus der Tarifgruppe C in die Tarifgruppe B.
1983 ging Samuel Friedmann von Reutlingen als Nachfolger von Kurt Brass ans Stadttheater St. Gallen. In St. Gallen leitete er außerdem verschiedene Galakonzerte mit Sängern wie José Carreras, Montserrat Caballé, René Kollo und Agnes Baltsa. Seit 1989 wirkt Samuel Friedmann als freischaffender Konzertdirigent und gastiert bei zahlreichen Symphonie- und Kammerorchestern in Europa, Asien, Südafrika und den USA.